# Егон Бонді
Егон Бонді власне Збинек Фішер (чеськ. Egon Bondy, Zbyněk Fišer; нар. 20 січня 1930, Прага — пом. 9 квітня 2007, Братислава) — чеський письменник,  і філософ, дисидент, представник  празького андеграунда.

## Біографія
Збинек Фішер  народився 20 січня 1930 року в родині генерала армії Чехословацької Республіки перед Другою світовою війною. У тринадцять  років втратив матір. Закінчив гімназію в 1947 році. Через фінансові причини відмовився від вищої освіти. Жебракував, займався контрабандою, кілька разів був заарештований. Виступав проти сталінізації країни, наростаючого антисемітизму. З кінця 1940-х виступав як поет-сюрреаліст, в 1949 брав участь в збірці "Єврейські імена". У 1950 році заснував видавництво "Північ".  Першу книгу віршів опублікував у 1952 році. Вивчав філософію і психологію в Карловому університеті (1957-1961). Водночас працював сторожем в Національному музеї (до 1962), пізніше - бібліографом в Національній бібліотеці (до 1967 року). У 1967 отримав ступінь кандидата філософських наук. Під час Празької весни брав участь в «новому лівому» «Руху революційної молоді». У 1970-х   писав тексти для знаменитої рок-групи The Plastic People of the Universe. У період нормалізації друкувався тільки в самвидаві, де, серед іншого, опублікував історію світової філософії в чотирнадцяти томах. Соціаліст з троцькістським, а потім з маоїстським ухилом, у філософії близький до марксизму, який з'єднував з буддизмом. Бонді знаходився в постійному конфлікті з офіційною ідеологією. Підписав Хартію-77.  Після Оксамитової революції  критикував  постсоціалістичний режим в Чехії, роль і позицію США. У 1989 році переїхав у Тельч, а в 1993 році, у знак протесту проти розділу країни, перебрався в Братиславу, де до 1995 року викладав філософію в університеті. Прийняв громадянство Словаччини. Помер від  опіків (заснув з непогашеною сигаретою, від якої загорілася нічна піжама).
За архівними документами, опублікованими в 2004, з 1952 по 1989 (з перервами) співпрацював зі Службою держбезпеки Чехословаччини.
Син від першого шлюбу - поет Збинек Фішер-молодший (народився у 1959 році).

## Псевдонім
Збинек Фішер вперше взяв ім’я Егон Бонді в 1949 році, коли готував сюрреалістичну антологію, усі автори якої  прийняли єврейські псевдоніми.  

## Творчість
Егон Бонді - автор віршів, романів, філософських і політологічних праць. Перекладав німецьку (Могенштерн) і американську (Ферлингетти) поезію, праці Лао-цзи, Еріха Фромма. 

## Публікації

### Вірші
- Pražský život — Poezie mimo domov, Mnichov 1985
- Nesmrtelná dívka — Poezie mimo domov, Mnichov 1989
- Básnické dílo sv. 1  — Pražská imaginace, Praha 1989
- Básnické dílo sv. 2  — Pražská imaginace, Praha 1989
- Básnické dílo sv. 3  — Pražská imaginace, Praha 1990
- Básně 1988 aneb Čas spíše chmurný + Odplouvání — Inverze, Praha 1990
- Básnické dílo sv. 4 (Naivita) — Pražská imaginace, Praha 1991
- Básnické dílo sv. 5) — Pražská imaginace, Praha 1991
- Básnické dílo sv. 6 (Deník dívky, která hledá Egona Bondyho) — Pražská imaginace, Praha 1991
- Dvě léta — Inverze 1991
- Básnické dílo sv. 7 — Pražská imaginace, Praha 1992
- Básnické dílo sv. 8  — Pražská imaginace, Praha 1992
- Básnické dílo sv. 9  — Pražská imaginace, Praha 1993
- Ples upírů — Obrys-Kontur / Poezie mimo domov, Mnichov 1995
- Zbytky eposu — F. R. And G., Bratislava 1998
- Velká kniha — Maťa, Praha 2000
- Sbírečka — Maťa, Praha 2000
- Deník dívky, která hledá Egona Bondyho — PT, Bratislava 2001
- To jsou zbytečné verše — Maťa, Praha 2003  )

### Проза
- Invalidní sourozenci — 68 Publishers, Toronto 1981 (Archa, Praha 1991)
- Sklepní práce — 68 Publishers, Toronto 1988 (Votobia, Olomouc 1997)
- Afghánistán — (součást souboru Orwelliáda) Delta, Praha 1990
- 3x Egon Bondy — Šaman, Mníšek, Nový věk — Panorama, Praha 1990
- Gottschalk, Kratés, Jao Li, Doslov — Zvláštní vydání, Brno 1991
- Cesta českem našich otců — Česká expedice, Praha 1991
- Nepovídka — Zvláštní vydání, Brno 1994
- Leden na vsi — Torst, Praha 1995 (psáno 1977)
- Hatto — Zvláštní vydání, Brno 1995
- Příšerné příběhy 1975—1986 — Maťa, Praha 1995
- Severin — Votobia, Olomouc 1996
- Cybercomics — Zvláštní vydání, Brno 1997
- Agónie — Epizóda 96 — PT, Bratislava 1997
- Týden v tichém městě — PT, Bratislava 1998
- Údolí — PT, Bratislava 1998
- Bezejmenná — Zvláštní vydání, Maťa, Brno-Praha 2001
- 677 — Zvláštní vydání, Brno 2001
- Máša a Běta — Akropolis, Praha 2006
- Šaman — Akropolis, Praha 2006
- Bratři Ramazovi — Akropolis, Praha 2007

### Інші твори
- Ministryně výživy — Arkýř, Mnchov 1989
- Prvních deset let — Maťa, Praha 2003
- Hry — Akropolis, Praha 2007

### Філософські праці
- Otázky bytí a existence. Svobodné slovo, Praha 1967
- Útěcha z ontologie. Academia, Praha 1967.
- Buddha. Orbis, Praha 1968.
- Filozofické eseje, sv. 1 (Útěcha z ontologie). DharmaGaia, Praha 1999.
- Filosofické eseje, sv. 2 (Juliiny otázky, Doslov). DharmaGaia, Praha 1993.
- Filozofické eseje, sv. 3. DharmaGaia, Praha 1994.
- Filozofické eseje, sv. 4. DharmaGaia, Praha 1995.
- Poznámky k dějinám filozofie sv. 1 (Indická filozofie). Vokno, Praha 1991
- Poznámky k dějinám filozofie sv. 2 (Čínská filozofie). Vokno, Praha 1993.
- Poznámky k dějinám filozofie sv. 3 (Antická filozofie). Vokno, Praha 1994.
- Poznámky k dějinám filozofie sv. 4 (Filozofie sklonku antiky a křesťanského středověku). Vokno, Praha 1993.
- Poznámky k dějinám filozofie sv. 5 (Středověká islámská filozofie, reformace). Vokno, Praha 1995.
- Poznámky k dějinám filozofie sv. 6 (Evropská filozofie XVII. a XVIII. století). Vokno, Praha 1996.

### Політологічні праці
- Neuspořádaná samomluva. L. Marek, Brno 2002, 1984
- O globalizaci. L. Marek, Brno 2005

## Визнання
- Премія  Егона Хостовського, (Торонто, 1981)